# Stugsjön (Bollnäs socken, Hälsingland, 677930-152323)
Stugsjön är en sjö i Bollnäs kommun i Hälsingland vid Fansen och ingår i Testeboåns huvudavrinningsområde. Sjön är 17 meter djup, har en yta på 0,443 kvadratkilometer och befinner sig 314,3 meter över havet.

## Delavrinningsområde
Stugsjön ingår i det delavrinningsområde (678001-152326) som SMHI kallar för Mynnar i Fansen. Medelhöjden är 338 meter över havet och ytan är 3,45 kvadratkilometer. Det finns inga avrinningsområden uppströms utan avrinningsområdet är högsta punkten. Vattendraget som avvattnar avrinningsområdet har biflödesordning 2, vilket innebär att vattnet flödar genom totalt 2 vattendrag innan det når havet efter 92 kilometer. Avrinningsområdet består mestadels av skog (84 procent). Avrinningsområdet har 0,44 kvadratkilometer vattenytor vilket ger det en sjöprocent på 12,8 procent.